# Bertram
För andra betydelser, se Bertram (olika betydelser).

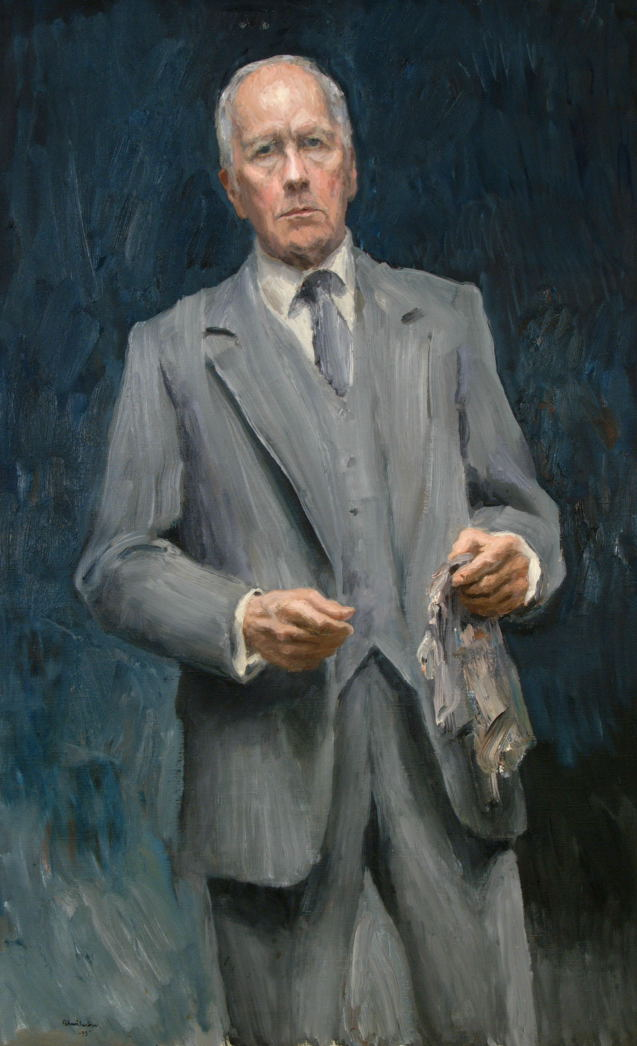
Bertram Schmiterlöw, självporträtt år 2000.

Bertram är ett germanskt namn sammansatt av orden beraht 'ljus' och hramn 'korp'. I Sverige är det ett ovanligt namn; 130 män har Bertram som förnamn och av dessa har endast 33 Bertram som tilltalsnamn.
Enligt C.M. Ekbohrns ordbok (1885,Huldbergs bokförlag) kommer namnet av tyskans (germanskans) fordom Perahtram, peraht lysande glänsande, och hraban, hram, ram korp. Jämför danskans ravn, bildligt: den utmärkte mörklagde ramsvarte mannen.
En variant av namnet är Bertrand.

## Personer med namnet Bertram
- Bertram från Minden, tysk målare och troligen också träsnidare
- Bertram Broberg, svensk professor i hållfasthetslära
- Bertram N. Brockhouse, kanadensisk fysiker, nobelpristagare
- Bertram Heribertson, svensk skådespelare
- Bertram Schmiterlöw, svensk konstnär

## Personer med namnet Bertrand
- Bertrand Russell, brittisk filosof, författare och nobelpristagare